# Sergio Sandrini
Sergio Sandrini (Castel d'Azzano, 23 dicembre 1919 – ...) è stato un calciatore italiano, di ruolo centrocampista.

## Caratteristiche tecniche
Era un mediano.

## Carriera
Nella stagione 1940-1941 gioca 10 partite al Verona, in Serie B; a fine anno la squadra chiude il campionato al quindicesimo posto, retrocendendo così in Serie C, categoria in cui Sandrini gioca 6 partite senza segnare. Nella stagione 1943-1944 segna 2 gol in 4 presenze in Divisione Nazionale con la maglia del Legnago.
Dopo la fine della Seconda guerra mondiale riprende a giocare nel Verona, con cui mette a segno 3 gol in 17 presenze nel campionato di Serie B-C Alta Italia 1945-1946. Rimane in rosa con la formazione scaligera anche nelle due stagioni successive, entrambe in Serie B, nelle quali mette a segno in totale 4 gol in 70 presenze.